# Tweede Kamerverkiezingen in het kiesdistrict Sluis
Tweede Kamerverkiezingen in het kiesdistrict Sluis geeft een overzicht van verkiezingen voor de Nederlandse Tweede Kamer in het kiesdistrict Sluis in de periode 1848-1850.
Het kiesdistrict Sluis werd ingesteld na de grondwetsherziening van 1848. Tot het kiesdistrict behoorden de volgende gemeenten: Aardenburg, Biervliet, Breskens, Cadzand, Eede, Groede, Heille, Hoek, Hoofdplaat, Koewacht, Neuzen, Nieuwvliet, Oostburg, Overslag, Philippine, Retranchement, Sas van Gent, Schoondijke, Sint Anna ter Muiden, Sint Kruis, Sluis, Waterlandkerkje, Westdorpe, IJzendijke, Zaamslag, Zuiddorpe en Zuidzande.
Het kiesdistrict Sluis vaardigde in deze periode per zittingsperiode één lid af naar de Tweede Kamer. 
Legenda
- vet: gekozen als lid van de Tweede Kamer.

## 30 november 1848
De verkiezingen werden gehouden na ontbinding van de Tweede Kamer, na inwerkingtreding van de herziene grondwet.
|                  | 30 november |
| ---------------- | ----------- |
| Kiesgerechtigden | 757         |
| Opkomst          | 634         |
| Geldige stemmen  | 630         |
| Blanco stemmen   | 3           |
| Kandidaten       |             |
| D. van Eck       | 495         |
| S. de Wind       | 51          |
| A.F. Sifflé      | 27          |
| P.J. Bachiene    | 16          |
| J.H.Q. Janssen   | 13          |
| J.E. Risseeuw    | 7           |

## Opheffing
In 1850 werd het kiesdistrict Sluis samengevoegd met het kiesdistrict Middelburg, dat werd omgezet in een meervoudig kiesdistrict. 